# Goiás Esporte Clube
O Goiás Esporte Clube, ou apenas Goiás, é uma agremiação esportiva brasileira, sediada na cidade de Goiânia, no estado de Goiás. Tem como cores o verde e o branco (alviverde) e atualmente manda seus jogos no Estádio Hailé Pinheiro (Serrinha), e eventualmente jogando nos estádios Serra Dourada e Olímpico.
Fundado em 6 de abril de 1943, o Goiás disputou o Campeonato Brasileiro pela primeira vez em 1967 (durante a nona edição da então Taça Brasil). É o único clube goiano a ter participado da Copa Libertadores da América e a ter chegado a uma final de Copa Sul-Americana e de Copa do Brasil. Além disso, é o maior campeão do Campeonato Goiano, com 28 títulos, sendo um pentacampeonato entre 1996 a 2000. Desde o ano de 2000 foram 11 conquistas de campeão estadual, 4 de campeão regional e 1 de campeão nacional.
O Verdão da Serra, como é chamado por sua torcida, também conquistou o Campeonato Brasileiro da Série B em 1999 e 2012, e 3 edições da Copa Centro-Oeste, em 2000, 2001 e 2002, e uma Copa Verde, em 2023, e tendo alcançado a terceira colocação no Campeonato Brasileiro Série A de 2005 na sua campanha mais destacada, além de vencer os torneios amistosos internacionais Manoel dos Reis e Silva, em 1971, quando derrotou na final o Alianza Lima do Peru, e em 2015 a Granada Cup, sendo pelo seu desempenho nos gramados, a agremiação mais vitoriosa da região.
Seus rivais são o Vila Nova — com quem disputa o Derby do Cerrado, considerado o maior clássico da região — e o Atlético Goianiense, historicamente tendo um confronto muito representativo com o Goiânia.

## História

### Fundação
O clube foi fundado em 6 de abril de 1943. Idealizado pelos irmãos Carlos e Lino Barsi, foi na calçada, embaixo de um poste na rua 7 no centro de Goiânia e em frente a residência de Lino Barsi, foi ali que surgiram os primeiros passos de um sonho, chamado Goiás Esporte Clube. Para jogar a primeira partida de sua história, contra o Atlético Goianiense, o time sem recursos, utilizou camisas (verdes com listas horizontais brancas) doadas pelo América Mineiro. Só que os mineiros só puderam dar nove camisas e foi preciso completar com duas inteiras brancas, o primeiro brasão do clube foi bordado e feito a mão pela esposa de Lino Barsi, um dos idealizadores do Goiás Esporte Clube.
Por mais de 20 anos, o clube permaneceu pequeno. Sem dinheiro e ainda tímido próximo aos grandes do estado, durante as décadas de 1950 e 1960, o Goiás foi chamado jocosamente pelos rivais de "Clube dos 33" – brincadeira de que seria esse o número de torcedores que o clube tinha. Além da fama de impopular, o time também era considerado perdedor: foram anos, em que o único brilho vinha do atacante Tão Segurado, que vestiu a camisa esmeraldina entre 1954 e 1961 e foi o primeiro jogador do time a ser artilheiro do Campeonato Goiano, em 1956.

### O primeiro título estadual e a ascensão nacional

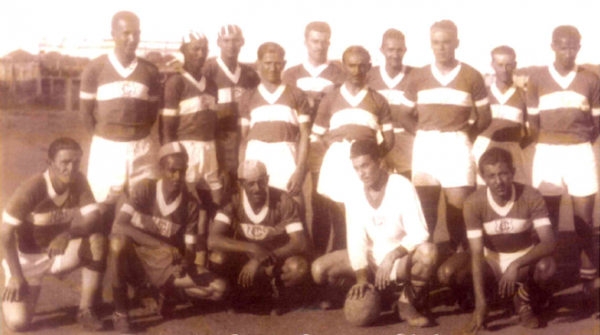
Time do Goiás em 1943

Na década de 1960, as coisas começavam a mudar. Em 1966, a equipe conquistou o seu primeiro título no Campeonato Goiano, comandado pelos zagueiros Macalé e Japonês. O Goiás começava a ser um encalço para os dois grandes da época, Goiânia e Atlético Goianiense.
Durante a década de 1970, os esmeraldinos conquistaram 4 títulos estaduais e participaram, em 1973, de seu primeiro Campeonato Brasileiro da era moderna. A 13ª colocação foi aceitável, mas destacada mesmo foi uma partida específica, uma das maiores da história do clube: no Pacaembu, diante do Santos, o Santos vencia por 4 a 1 e a vitória já parecia assegurada, tanto que Pelé foi substituído. Nos últimos 15 minutos, Lucinho, Matinha e principalmente Paghetti – que marcou três gols – brilharam e arrancaram um glorioso empate por 4–4. Quando os santistas desceram para o vestiário com cabeça baixa, Pelé, que já tinha tomado banho, achou que era brincadeira.

### O domínio na região, boas campanhas nacionais e artilheiros famosos
Durante a década de 1980, o Goiás já era o dono do estado. Com a conquista de cinco títulos estaduais na década e uma conquista da Copa Centro-Oeste, sua torcida se massificava e já era uma das maiores da região. O "Verdão da Serra", como carinhosamente o clube era chamado, também alçava voos maiores no Campeonato Brasileiro de forma constante – muitas vezes tendo um papel de destaque como em 1983. Nesse ano tinha na equipe Zé Teodoro na lateral-direita, Dadá Maravilha na frente e era liderado por Luvanor. Esse time terminou em 5º lugar no campeonato nacional. Depois da participação destacada, o meio-campista Luvanor se transferiu para o Catania, da Itália, e voltou em 1990, a tempo de comandar outra campanha ilustre, a do vice-campeonato da Copa do Brasil.
Foi por essa época que começou outra tradição: a de ser o lar de grandes artilheiros do Campeonato Brasileiro. Na edição de 1989, surgiu para o país um centroavante que passaria a ser referência de oportunismo e marketing pessoal durante as duas décadas seguintes: Túlio (que na época ainda não carregava a alcunha de "Maravilha"). Ele foi o maior goleador daquele torneio, repetindo o feito no Campeonato Brasileiro de 1991 e chamou a atenção do Sion, da Suíça — a primeira das muitíssimas andanças do artilheiro. Seu substituto, no ano seguinte, foi Baltazar. O "Artilheiro de Deus" – que começou sua carreira no rival Atlético Goianiense — se destacou na conquista do Goiano de 1994, quando marcou 25 gols, e no vice-campeonato da Série B do Brasileirão, que levou o clube de volta à elite do campeonato.
Dono também da maior estrutura de futebol no Centro-Oeste, no segundo ano de seu retorno à divisão principal, o Goiás se tornou a primeira e única equipe goiana a chegar à semifinal do Campeonato Brasileiro. Com um ataque imparável formado por Alex Dias (que depois se transferiria para a França), Lúcio e Dill, em 1996 os goianos só foram barrados pelo Grêmio, que se sagraria campeão. Alguns dos principais nomes daquela equipe acabaram negociados, o que resultou em duas campanhas fracas: 19º lugar em 1997 e o 22º em 1998, quando o clube voltou à Série B. Mas foi por pouco tempo: uma nova geração já se formava, com nomes como o atacante Fernandão. O Goiás foi campeão da segunda divisão em 1999 e voltou à Série A pela porta da frente.

### Destaque como clube formador e primeira participação na Conmebol
Na temporada do ano 2000, o atacante Dill foi artilheiro do Goiano com 29 gols e também do Brasileirão, em que marcou 20 gols na campanha da equipe rumo à 10ª posição. Foi nessa época que o Goiás se consolida como um dos grandes clubes do futebol brasileiro e a "Torcida dos 33" se firma sem contestações como a maior do estado. Nessa década o Goiás conquistou cinco estaduais, duas Copas Centro-Oeste além de boas campanhas nacionais e internacionais.
Desde então, a condição de um dos melhores clubes do Brasil — e um dos que mais revelam artilheiros — não se alterou mais. Primeiro foi a quebra de recorde conseguida por Dimba em 2003. Graças à ajuda valiosa de Danilo, Grafite e Araújo, o camisa 9 marcou 31 gols naquela temporada e bateu a marca de maior número de gols numa edição do Brasileirão, que era de Edmundo (e que seria quebrada novamente por Washington, do Atlético-PR, em 2004).
Apesar da saída de tantos jogadores, o núcleo foi refeito e, com nomes como Paulo Baier, Rodrigo Tabata, Jadílson e Souza, os esmeraldinos comandados por Geninho terminaram o Brasileiro de 2005 em terceiro lugar e conquistaram uma vaga inédita na Libertadores da América. E não só a vaga: o time passou pela primeira fase como líder e caiu nas oitavas-de-final, por causa do critério do gol fora de casa, contra o Estudiantes de La Plata, da Argentina.
Mais um ano, mais um camisa 9 do Goiás na artilharia: em 2006, quando o clube completou a quarta temporada seguida entre os 10 primeiros do Brasil, Souza liderou a tabela com 17 gols.
Em 2009, a equipe conquistou o Campeonato Goiano sobre o Atlético-GO e com a melhor campanha da competição. Alegando que o jogador Everton foi escalado irregularmente nos jogos da semifinal, o Atlético-GO entrou com uma ação na justiça contra o Goiás que poderia tirar até até 12 pontos do clube esmeraldino (ou seja, perder o título do Goianão) e mais uma multa de 1 a 10 mil reais. Porém, o jogo político dos rivais não surtiu efeito e o STJD deu ganho de causa ao Goiás que manteve o título. O clube foi eliminado (de forma invicta) nas oitavas-de-final da Copa do Brasil pelo Fluminense.
O Goiás começou o Brasileiro com uma série de empates e derrotas, mas encaixou uma sequência de 6 vitórias consecutivas e terminou o 1º turno na 3ª posição. Mas o time caiu muito de rendimento na segunda metade do certame, e com uma das piores campanhas do returno fechou a principal competição nacional em 9º lugar. Na Copa Sul-Americana o Goiás foi eliminado para o Cerro Porteño, do Paraguai também nas oitavas e terminou a competição em 12º lugar.

### Rebaixamento e volta por cima
Após uma campanha ruim no Campeonato Brasileiro, o time foi rebaixado, em 2010, à Série B com dois jogos de antecipação. No entanto, o time fez uma boa campanha na Copa Sul-Americana, chegando a sua primeira final de uma competição internacional em vitória sobre o Palmeiras, de virada, por 2–1, no Pacaembu. O Goiás tinha perdido o primeiro jogo por 1–0, no Serra Dourada e venceu no critério do gol fora de casa. No dia 1 de dezembro de 2010, venceu o Independiente, da Argentina, pelo placar de 2–0 no primeiro jogo da final da Copa Sul-Americana. Porém na partida de volta, o time perdeu por 3–1 no tempo normal e foi derrotado nos pênaltis por 5–3, ficando assim, em segundo lugar.
Em 2011, a equipe terminou o Campeonato Brasileiro Série B em 11º lugar, assim não conseguiu subir para a Série A do ano seguinte, mesmo dando uma grande reagida com a chegada do técnico Enderson Moreira, que deu a chance da equipe de conseguir subir para a Série A, mas o time perdeu para o Bragantino por 4 a 0 e com esse resultado, acabou com as chances do esmeraldino de subir a elite do futebol brasileiro. Na Copa do Brasil foi eliminado pelo São Paulo nas oitavas-de-final com duas vitórias por 1 a 0 do time de São Paulo e no Campeonato Goiano foi vice-campeão com dois empates com o Atlético-GO na final, que tinha a vantagem de jogar por empates.
Em 2012, com uma ótima campanha no Campeonato Brasileiro da Série B, conquistou o acesso com duas rodadas de antecedência ao ganhar do Grêmio Barueri em casa por 3 a 0, com o maior público do campeonato, com mais de 39 mil pagantes, e no último jogo repetiu o grande público presente e vencendo de virada a equipe do Joinville por 2 a 1, garantiu o bicampeonato da Série B. O time conquistou 78 pontos e não perdeu nenhuma partida em casa na Série B.
Em 2013, foi bicampeão goiano em cima do Atlético-GO. Fez uma ótima campanha na Copa do Brasil, perdendo para o Flamengo nas semifinais. Fez uma boa campanha na Série A, brigando por uma vaga na Libertadores, porém perdeu em casa na última e decisiva rodada do campeonato para o Santos, o que acabou com o sonho da Libertadores, ficando na sexta colocação.

## Cronologia
- 1943 – É fundado em 6 de abril.
- 1944 – Primeira participação no Campeonato Goiano, ainda na fase do amadorismo.
- 1951 – Decide o estadual pela primeira vez. Empata um jogo e ganha outro do Goiânia, que recorre à Justiça. Seis anos depois, decide-se o título. O Goiânia vence por 3—2.
- 1960 – Adquire o terreno da Serrinha numa área conhecido como Fazenda Macambira.
- 1965 – Período de dificuldades da equipe no Campeonato Goiano, quando chega a ser ameaçada de rebaixamento e só escapa graças à vitória numa partida de desempate diante da extinta Sociedade Esportiva Riachuelo.
- 1966 – Com apenas uma derrota para o Anápolis (campeão do ano anterior) na estreia, a equipe alviverde conquista o Campeonato Goiano, o primeiro título da história do clube.
- 1967 – Primeira participação num torneio nacional, a Taça Brasil. Vence o Rabello-DF por 1 a 0 na estreia, mas não se classifica num grupo que ainda tinha Goytacaz-RJ e Rio Branco-ES.
- 1971–72 – Período de muitos títulos. O clube conquista seu primeiro bicampeonato goiano e leva também os troféus da Taça Governador e do Torneio Goiás-Pará.
- 1973 – O Goiás participa do Campeonato Brasileiro, sendo o primeiro clube goiano a participar na era pós-71 do certame. Na estreia, empata em 0-0 com o Olaria no estádio Olímpico, em 26 de agosto. A primeira vitória também é no Olímpico, 1-0 diante do Flamengo. O time termina em um surpreendente décimo-terceiro lugar entre quarenta clubes.
- 1975–76 – O segundo bicampeonato estadual do clube coincide com a inauguração do estádio Serra Dourada. Em 25 de agosto de 1975, o Alviverde empata em 0-0 com o Santos na primeira vez em que o Serra Dourada é usado no Brasileirão.
- 1978 – Pela segunda vez, o Goiás fica entre os 15 melhores colocados no Brasileirão, terminando a competição em décimo-quarto lugar.
- 1979 – O Goiás faz sua primeira grande campanha no Campeonato Brasileiro, terminando a competição na sétima colocação, num total de noventa e quatro clubes.
- 1980 – Não se classifica para o Brasileirão e disputa pela primeira vez a Taça de Prata.
- 1981 – Quebra a sequência de quatro títulos do Vila Nova e volta a ser campeão. O quinto título estadual do clube, no entanto, foi no "tapetão". Numa das partidas da final, contra a Anapolina, o Goiás ganhou os pontos alegando irregularidade na escalação de um jogador adversário.
- 1983 – Conquistou o sétimo título do Campeonato Goiano em cima da Anapolina, dessa vez dentro de campo. Mas o ano é marcado pela excelente participação da equipe no Campeonato Brasileiro, terminando em sétimo lugar, a melhor campanha do clube na década de 1980. Negocia o craque Luvanor com o Catania e aproveita para fazer a primeira excursão internacional da história do clube, na Itália. A diretoria negocia a aquisição da área do CT do Parque Anhanguera.
- 1986 – Consagra-se campeão goiano pela oitava vez.
- 1987 – Convidado para participar do módulo verde da Copa União, o campeonato organizado pelo recém fundado Clube dos 13. Se consagra campeão goiano pela nona vez, e bicampeão pela terceira vez.
- 1988 – Aplica a maior goleada de um clube goiano em jogos oficiais. No Serra Dourada, em 11 de maio, venceu a Jataiense por 12 a 0.
- 1989 – Início de uma grande fase. É campeão estadual, décimo colocado do nacional e chega às semifinais da Copa do Brasil. Para completar, faz seu primeiro artilheiro do Campeonato Brasileiro, Túlio Maravilha, com onze gols.
- 1990 – Conquista novamente o Campeonato Goiano, fica em 10º no Brasileirão e disputa a final da Copa do Brasil diante do Flamengo, mas perde o título ao empatar em 0-0 no Serra Dourada.
- 1991 – Primeiro tricampeonato estadual.
- 1992 – Não alcança o tetra goiano, faz péssima campanha no Brasileiro e só não é rebaixado por causa de uma virada de mesa. De memorável, apenas uma excursão ao Oriente Médio, onde o time empata duas partidas contra a Catar.
- 1993 – Primeiro rebaixamento no Campeonato Brasileiro.
- 1994 – Retorna à elite do futebol nacional em grande estilo, como vice-campeão do Campeonato Brasileiro Série B. Conquista também o Campeonato Goiano pela 13ª vez.
- 1995 – Fica entre os oito melhores do Campeonato Brasileiro e inaugura o Estádio da Serrinha num amistoso diante do Kashima Antlers, do Japão.
- 1996 – Uma de suas melhores campanhas no Brasileirão, do qual só é eliminado nas semifinais pelo Grêmio, futuro campeão. O time abre a série de títulos estaduais que culminaram no pentacampeonato em 2000. Se torna o maior campeão estadual, empatando com o Goiânia, ambos com 14 títulos.
- 1997 – Chega ao bi estadual, se tornando o primeiro clube a conquistar 15 títulos estaduais em Goiás e o maior campeão estadual isolado, trazendo os pernambucanos Araújo, Josué e Marquinhos, mas faz campanha ruim no Campeonato Brasileiro. É incluso no Clube dos 13.
- 1998 – O tricampeonato goiano é a salvação do clube no ano, pois é rebaixado pela segunda vez no Brasileiro.
- 1999 – Ano da redenção. Tetracampeão goiano, o Goiás chega às quartas-de-final da Copa do Brasil e ganha seu primeiro título nacional, o Campeonato Brasileiro Série B.
- 2000 – Com sobras, o pentacampeonato é do Goiás. O time conquista a Copa Centro-Oeste e o torneio seletivo à Copa dos Campeões, ambos de forma invicta. No Campeonato Brasileiro, faz de Dill o artilheiro, com vinte gols, e termina a fase de classificação em quarto, mas cai nas oitavas-de-final.
- 2001 – O clube é bicampeão da Copa Centro-Oeste, mas perde o titulo goiano para o Vila nova, campanha regular no Brasileirão.
- 2002 – Dois títulos: o tricampeonato da Copa Centro-Oeste e a reconquista do Campeonato Goiano, o 19º da história.
- 2003 – O Alviverde é bi estadual, se tornando o primeiro clube a ser 20 vezes campeão goiano. Foi também semifinalista da Copa do Brasil e notabiliza-se com uma impressionante campanha de recuperação no Campeonato Brasileiro, quebrando vários recordes e partindo da lanterna (24ª colocação na época) para o nono lugar. Ao lado de Araújo e Grafite, Dimba forma uma temida linha de frente e alcança a artilharia do Brasileirão, com trinta e um gols.
- 2004 – Não consegue chegar na decisão do Campeonato Goiano. Participa de seu primeiro torneio internacional, a Copa Sul-Americana. Elimina o Atlético Mineiro na primeira fase, mas para no Cruzeiro. No Campeonato Brasileiro, vai bem novamente e termina em 6º lugar.
- 2005 – No primeiro semestre perde o título goiano para o Vila Nova nos pênaltis. Porém, no Campeonatos Brasileiro faz sua melhor campanha na história. A equipe disputa o título simbólico do primeiro turno, se mantém nas primeiras posições durante todo o Returno e fecha o torneio com uma vitória por 3-2 sobre o campeão Corinthians. É 3º lugar no geral e se classifica pela primeira vez à Copa Libertadores da América.
- 2006 – O Alviverde tem pela frente sua primeira disputa de Copa Libertadores da América e não decepciona, é líder do seu grupo e um dos melhores classificados no geral do torneio, é eliminado nas oitavas de finais pelo Estudiantes da Argentina pelo critério do gols marcados fora de casa, terminando a competição em nono lugar. No Brasileirão, termina na oitava posição, e fatura o 21º título goiano.
- 2007 – Umas das piores campanhas do Goiás em Campeonatos Brasileiros de pontos corridos. A equipe realizou uma "final" com o Corinthians no Estádio Serra Dourada, que acabou empatado o jogo em 1-1, com o Goiás perdendo um pênalti. Porém, decidindo na última rodada do campeonato com o rebaixamento inédito do Corinthians e a permanência do Goiás na Elite do Futebol Brasileiro.
- 2008 – O Goiás foi surpreendido no Campeonato Goiano pelo Itumbiara, terminando como vice-campeão. No Brasileirão, o Alviverde terminou na oitava colocação, classificando-se para a Copa Sul-Americana de 2009.
- 2009 – Conquistou o seu 22.º Campeonato Goiano sobre o Atlético-GO e com a melhor campanha da competição. O clube foi eliminado (de forma invicta) nas oitavas-de-final da Copa do Brasil pelo Fluminense. Terminou o Brasileiro em 9º lugar. Na Copa Sul-americana o Goiás foi eliminado para o Cerro Porteño nas oitavas e terminou a competição em 12º lugar.
- 2010 – No Campeonato Goiano, terminou em 4º lugar. Na Copa do Brasil, foi eliminado pelo Vitória nas oitavas de final. No Campeonato Brasileiro, acabou sendo rebaixado à Série B com duas rodadas de antecedência. Apesar do rebaixamento no Brasileirão, chegou a sua primeira final em uma competição internacional, na Copa Sul-Americana de 2010, eliminando de forma heroica, o Palmeiras, no Pacaembu. Após vencer o Independiente (ARG) por 2x0, no Serra Dourada lotado, ficando praticamente com uma mão na taça, mesmo assim o Goiás conseguiu perder esse título. No jogo de volta já levou 3x1 do Independiente (ARG) só no primeiro tempo, praticamente perdeu a vantagem que tinha conquistado no primeiro jogo. Lutou muito no segundo tempo e na prorrogação, mas perde nos pênaltis e fica com o vice-campeonato.
- 2011 – Vice-campeão do Campeonato Goiano, perdendo a final para o rival Atlético-GO. Eliminado pelo São Paulo nas oitavas-de-final da Copa do Brasil. No Campeonato Brasileiro da Série B, o time goiano faz uma campanha razoável no primeiro turno, mas passa por problemas durante boa parte do campeonato, quase chegando na parte de baixo, mas ainda lutou no finalzinho pelo acesso, com remotas chances, após uma sensacional arrancada, porém não conseguiu retornar a Série A, e pela primeira vez, passou duas temporadas consecutivas na Série B.
- 2012 – Campeão do Campeonato Goiano pela 23ª vez, dono da melhor campanha na primeira fase, terminando a fase de classificação em primeiro lugar, tendo vencido seu principal oponente ao título, o Atlético-GO em duas oportunidades. Sagrou-se campeão, ao passar com facilidade pelo seu rival Vila Nova e ao obter dois empates na final contra o Atlético-GO. Eliminado pelo São Paulo nas quartas-de-final da Copa do Brasil. Campeão Brasileiro da Série B com uma campanha incrível e memorável, tendo a melhor defesa e o segundo melhor ataque, e com 78 pontos.
- 2013 – Bicampeão do Campeonato Goiano, ganhando do rival Atlético-GO. Chegou até a semifinal da Copa do Brasil, sendo eliminado pelo Flamengo, que venceu os jogos por 2 a 1. Fez uma boa campanha no Campeonato Brasileiro, brigando por uma vaga na Libertadores, o que não aconteceu devido a uma derrota em pleno Serra Dourada para o Santos por 3 x 0, assim culminando na 6ª colocação no campeonato.
- 2014 – Podendo conquistar o título invicto, o Goiás acabou com o vice-campeonato do Campeonato Goiano, após perder o jogo e a invencibilidade para o rival Atlético-GO no último lance da partida. Eliminado logo na primeira fase da Copa do Brasil pelo Botafogo-PB. Na Copa Sul-Americana, acabou sendo eliminado nas oitavas de final pelo Emelec (EQU) nos pênaltis. Com um time jovem e sem empolgar o torcedor, ficou no meio de tabela do Campeonato Brasileiro.
- 2015 – Na pré-temporada, Goiás conquista o Torneio Granada Cup, disputado em Brasília, ao vencer o Žalgiris Vilnius, da Lituânia, e empatar com o Gama/DF. Mesmo sem empolgar a torcida, Goiás conquista o título do Campeonato Goiano derrotando a Aparecidense na decisão no Serra Dourada, se tornando o primeiro clube a ultrapassar a marca de 25 estaduais goianos. No âmbito nacional, porém, a temporada foi ruim, e além do rebaixamento no Campeonato Brasileiro, o Verdão foi eliminado pelos modestos Ituano e Brasília na Copa do Brasil e na Copa Sul-Americana, respectivamente.
- 2016 – Mesmo sem empolgar a torcida e sem mostrar grande futebol, Goiás conquista o título do Campeonato Goiano nos pênaltis diante do Anápolis. Na Copa do Brasil, mais um vexame, é eliminado na primeira fase pelo River/PI nos pênaltis em pleno Serra Dourada, e no Campeonato Brasileiro da Série B, fez uma campanha medíocre terminando na 13ª colocação sem ao menos chegar perto de buscar o acesso para a primeira divisão.
- 2017 – Conquistou mais um Campeonato Goiano, vencendo o Vila Nova por 4 a 0 no agregado. Na Copa do Brasil, parou na terceira fase, sendo eliminado pelo Fluminense. Fez sua pior campanha da história na Campeonato Brasileiro da Série B, terminando numa vergonhosa 14ª colocação.
- 2018 – Sob desconfiança da torcida, conquistou o tetracampeonato estadual, batendo a Aparecidense na grande final. Foi eliminado pelo Grêmio nas oitavas-de-final da Copa do Brasil. Na Campeonato Brasileiro da Série B, mesmo com um time comum tecnicamente, o Verdão consegue o acesso a Série A, após 3 anos.
- 2019 –O time inicia bem o Campeonato Goiano, mas depois cai de rendimento, ao mesmo tempo em que é eliminado da Copa do Brasil, pelo CRB. Perde a chance de alcançar seu segundo pentacampeonato estadual, derrotado pelo Atlético na final. No Brasileirão, o Alviverde teve fases ruins, mas no segundo turno, após a chegada de Ney Franco, e as grandes atuações do goleiro Tadeu e do atacante Michael, time conseguiu boas vitórias, assim terminando num honroso décimo lugar, e irá disputar a Sul-Americana em 2020
- 2020 - Temporada de paralisação do futebol nacional devido a pandemia. Antes da pandemia, o clube é eliminado na primeira fase da Copa Sul-Americana para o Sol de América (PAR). Na Série A do Campeonato Brasileiro, com muitos jogadores afetados pela COVID-19, o time faz um péssimo Primeiro Turno e apesar de uma melhora significativa no Segundo Turno da competição, acabou por ser rebaixado e não participou da edição 2021 da Série A.
- 2021 - Inicia a temporada com um time cheio de jogadores da base e é eliminado na 1ª fase da Copa do Brasil, para o Boa Vista-RJ. Faz uma de suas piores campanhas em sua história recente do Campeonato Goiano, caindo nas Quartas de Final. Na Série B de 2021 o clube fez uma ótima competição, tendo permanecido no G4 por várias rodadas, e no dia 22/11/21 um ano após o rebaixamento o Goiás venceu a equipe do Guarani por 2 a 0, no Estádio Brinco de Ouro da Princesa em Campinas, termina a competição como Vice-campeão e garante a volta para a primeira divisão do Campeonato Brasileiro.
- 2022 - Após iniciar com tranquilidade a temporada no Campeonato Goiano, o time chega na final e contra o Atlético-GO e acaba sendo derrotado num placar agregado de 4 a 1. É eliminado nas Oitavas de Final da Copa do Brasil, após um vexatório 3 a 0 em pleno Estádio da Serrinha, novamente para o Atlético-GO. No Campeonato Brasileiro inicia com desconfiança, mas com a chegada de Jair Ventura o time consegue fazer uma campanha segura e termina na 13ª colocação, se classicando para a Copa Sul-Americana do ano seguinte.
- 2023 - O clube iniciou o ano conquistando o título inédito da Copa Verde derrotando o Paysandu com duas vitórias nas finais, porém no Campeonato Goiano perdeu a final nos pênaltis para seu arquirrival Atlético Goianiense. Na Copa do Brasil, o clube foi eliminado na segunda fase pelo Águia de Marabá nos pênaltis. No Campeonato Brasileiro, o clube fez uma campanha abaixo do esperado, sendo rebaixado pela 7ª vez para a Série B na 36ª rodada após uma derrota de 2—1 para o Grêmio.[14][15][16] [17]

## Títulos
| NACIONAIS | NACIONAIS                       | NACIONAIS | NACIONAIS |
|           | Competição                      | Títulos   | Temporadas |
| --------- | ------------------------------- | --------- | --- |
|           | Campeonato Brasileiro - Série B | 2         | 1999 e 2012 |
| REGIONAIS |                                 |           | |
|           | Competição                      | Títulos   | Temporadas |
|           | Copa Verde                      | 1         | 2023 |
|           | Copa Centro-Oeste               | 3         | 2000, 2001 e 2002 |
| ESTADUAIS |                                 |           | |
|           | Competição                      | Títulos   | Temporadas |
|           | Campeonato Goiano               | 28        | 1966, 1971, 1972, 1975, 1976, 1981, 1983, 1986, 1987, 1989, 1990, 1991, 1994, 1996, 1997, 1998, 1999, 2000, 2002, 2003, 2006, 2009, 2012, 2013, 2015, 2016, 2017 e 2018 |
|           | Copa Leonino Caiado             | 5         | 1972, 1973, 1974, 1975 e 1977 |
|           | Torneio Início                  | 9         | 1948, 1951, 1955, 1956, 1958, 1960, 1968, 1971 e 1974 |

Notas
 Campeão invicto
- Competições Regionais: 4
  - 3 Copas Centro-Oeste  nas temporadas (2000, 2001 e 2002).
  - 1 uma Copa Verde na temporada (2023).

## Recordes

### Maiores artilheiros
- Mais de 100 gols marcados.[18]

1. Araújo: 145
2. Dill: 133
3. Lincoln: 112
4. Fernandão: 108

### Artilheiros da Série A
- Único clube da Região Centro-Oeste a ter artilheiros no Campeonato Brasileiro. Tal feito aconteceu por 4 vezes: Túlio Maravilha (1989), Dill (2000), Dimba (2003) e Souza (2006).

### Gols no Campeonato Brasileiro Série A
- O primeiro gol - Foi marcado por Lincoln contra o Flamengo no dia 29 de agosto de 1973 no Estádio Olímpico.
- O centésimo gol - Foi marcado por Maisena contra o America-RJ no dia 26 de setembro de 1976 no Estádio Olímpico.
- O gol 500 - Foi marcado por Evandro contra o Grêmio no dia 5 de dezembro de 1996 no Estádio Serra Dourada.
- O milésimo gol - Foi marcado por Paulo Baier contra o Atlético-MG no dia 8 de Agosto de 2007 no Estádio Serra Dourada.

### Jogos no Campeonato Brasileiro Série A
- O primeiro jogo - Goiás 0 a 0 Olaria realizado no Estádio Olímpico pelo Campeonato Brasileiro de 1973.
- O milésimo jogo - Corinthians 3 a 0 Goiás realizado na Arena Corinthians pelo Campeonato Brasileiro de 2015
- O primeiro depois do G12 (times de SP, RJ, MG e RS) a atingir a marca de mil jogos em Campeonatos Brasileiros – Série A.[19]

### Outros destaques nacionais
- Melhor ataque do Brasil - Sob o comando de Enderson Moreira, o Goiás teve o melhor ataque do Brasil em 2012. O time esmeraldino marcou 138 gols em 68 jogos, somando o Campeonato Goiano, a Copa do Brasil e o Campeonato Brasileiro - Série B.
- Maior invencibilidade com mando de campo - O  Goiás teve a sua maior invencibilidade em casa (como mandante) em 2012, sendo essa segunda maior na história do futebol brasileiro, atrás do Atlético-MG. Marca conquistada com o técnico Enderson Moreira no comando do Verdão.

### Maiores goleadas

#### Estaduais e regionais
| Mandante | Placar | Visitante     | Competição                |
| -------- | ------ | ------------- | ------------------------- |
| Goiás    | 12–0   | Jataiense     | Campeonato Goiano de 1988 |
| Goiás    | 10–1   | Anápolis      | Campeonato Goiano de 1991 |
| Goiás    | 9–0    | Serra         | Copa Centro-Oeste de 2002 |
| Goiás    | 8–1    | Santa Helena  | Campeonato Goiano de 1978 |
| Goiás    | 7–0    | Rio Verde     | Campeonato Goiano de 2013 |
| Goiás    | 7–0    | Itumbiara     | Campeonato Goiano de 2000 |
| Goiás    | 7–0    | Ceres         | Campeonato Goiano de 1993 |
| Goiás    | 7–0    | Goiânia       | Campeonato Goiano de 1990 |
| Goiás    | 7–0    | Goiatuba      | Campeonato Goiano de 1987 |
| Goiás    | 6–0    | Rio Branco-ES | Copa Verde de 2025        |

#### Nacionais
| Mandante | Placar | Visitante     | Competição                    |
| -------- | ------ | ------------- | ----------------------------- |
| Goiás    | 7–0    | São José-AP   | Copa do Brasil de 2010        |
| Goiás    | 7–0    | Juventude     | Campeonato Brasileiro de 2003 |
| Goiás    | 6–0    | Palmeiras     | Campeonato Brasileiro de 2014 |
| Goiás    | 6–0    | Ipatinga      | Brasileiro Série B de 2012    |
| Goiás    | 6–0    | Grêmio        | Campeonato Brasileiro de 1997 |
| Goiás    | 6–1    | Fluminense    | Campeonato Brasileiro de 2003 |
| Goiás    | 6–1    | Vitória       | Campeonato Brasileiro de 1988 |
| Goiás    | 6–2    | Americano     | Copa do Brasil de 2001        |
| Goiás    | 6–3    | Internacional | Campeonato Brasileiro de 1996 |
| Goiás    | 5–0    | Guarani       | Brasileiro Série B de 2012    |
| Goiás    | 5–0    | Ponte Preta   | Campeonato Brasileiro de 2004 |
| Goiás    | 5–0    | Operário-MS   | Copa do Brasil de 1990        |
| Goiás    | 5–0    | Londrina      | Campeonato Brasileiro de 1978 |
| Goiás    | 5–1    | Flamengo      | Campeonato Brasileiro de 1991 |

## Estatísticas

### Temporadas
|  | Participações em 2025 |

| Competição         | Competição                   | Temporadas          | Melhor campanha         | Estreia | Última | P | R |
| Goiás              | Campeonato Goiano            | 81                  | Campeão (28 vezes)      | 1944    | 2025   |   | – |
|                    | Copa Verde                   | 5                   | Campeão (2023)          | 2019    | 2025   |   |   |
| Brasil             | Campeonato Brasileiro        | 43                  | 3º colocado (2005)      | 1967    | 2024   |   | 7 |
| Brasil             | Série B                      | 12                  | Campeão (1999 e 2012)   | 1980    | 2025   | 5 | – |
| Brasil             | Copa do Brasil               | 31                  | Vice-campeão (1990)     | 1989    | 2024   |   |   |
|                    | Copa Libertadores da América | 1                   | Oitavas de final (2006) | 2006    | 2006   |   |   |
| Copa Sul-Americana | 8                            | Vice-campeão (2010) | 2004                    | 2023    |        |   |   |

### Jogos internacionais
| Mandante           | Placar        | Visitante          | Competição                           |
| ------------------ | ------------- | ------------------ | ------------------------------------ |
| Goiás              | 3–1           | Alianza Lima       | Torneio Manoel dos Reis de 1971      |
| Goiás              | 2–0           | Bulgária           | Amistoso de 1977                     |
| Catania            | 0–0           | Goiás              | Amistoso de 1983                     |
| Goiás              | 4–0           | Aarau              | Amistoso de 1985                     |
| Goiás              | 2–0           | Young Boys         | Torneio Luiz Miguel de Oliveira 1986 |
| Goiás              | 1–0           | Canadá             | Troféu Cidade de Goiânia de 1988     |
| Qatar              | 0–0           | Goiás              | Amistoso de 1992                     |
| Qatar              | 2–2           | Goiás              | Amistoso de 1992                     |
| Goiás              | 2–1           | Sion               | Amistoso de 1993                     |
| Carlos Mannucci    | 1–1           | Goiás              | Amistoso de 1993                     |
| Alianza Lima       | 0–0           | Goiás              | Amistoso de 1993                     |
| Goiás              | 0–2           | Kashima Antlers    | Amistoso de 1995                     |
| Deportivo Cuenca   | 1–1           | Goiás              | Copa Libertadores da América de 2006 |
| Goiás              | 3–0           | Deportivo Cuenca   | Copa Libertadores da América de 2006 |
| Unión Española     | 0–2           | Goiás              | Copa Libertadores da América de 2006 |
| Goiás              | 2–0           | The Strongest      | Copa Libertadores da América de 2006 |
| Goiás              | 3–0           | Newell's Old Boys  | Copa Libertadores da América de 2006 |
| Newell's Old Boys  | 0–0           | Goiás              | Copa Libertadores da América de 2006 |
| The Strongest      | 1–0           | Goiás              | Copa Libertadores da América de 2006 |
| Goiás              | 0–0           | Unión Española     | Copa Libertadores da América de 2006 |
| Estudiantes        | 2–0           | Goiás              | Copa Libertadores da América de 2006 |
| Goiás              | 3–1           | Estudiantes        | Copa Libertadores da América de 2006 |
| Goiás              | 2–3           | Arsenal de Sarandí | Copa Sul-Americana de 2007           |
| Arsenal de Sarandí | 1–1           | Goiás              | Copa Sul-Americana de 2007           |
| Cerro Porteño      | 2–0           | Goiás              | Copa Sul-Americana de 2009           |
| Goiás              | 3–1           | Cerro Porteño      | Copa Sul-Americana de 2009           |
| Goiás              | 1–0           | Peñarol            | Copa Sul-Americana de 2010           |
| Peñarol            | 3–2           | Goiás              | Copa Sul-Americana de 2010           |
| Goiás              | 2–0           | Independiente      | Copa Sul-Americana de 2010           |
| Independiente      | 3 (5) – (3) 1 | Goiás              | Copa Sul-Americana de 2010           |
| Emelec             | 1–0           | Goiás              | Copa Sul-Americana de 2014           |
| Goiás              | 1 (5) – (6) 0 | Emelec             | Copa Sul-Americana de 2014           |
| Goiás              | 2–0           | Žalgiris Vilnius   | Torneio Granada Cup de 2015          |
| Goiás              | 1-0           | Racing             | Amistoso de 2019                     |
| Sol de América     | 1–0           | Goiás              | Copa Sul-Americana de 2020           |
| Goiás              | 0–1           | Sol de América     | Copa Sul-Americana de 2020           |
| Goiás              | 0–0           | Santa Fe           | Copa Sul-Americana de 2023           |
| Universitario      | 2–2           | Goiás              | Copa Sul-Americana de 2023           |
| Gimnasia y Esgrima | 0–2           | Goiás              | Copa Sul-Americana de 2023           |
| Goiás              | 1–0           | Universitario      | Copa Sul-Americana de 2023           |
| Goiás              | 0–0           | Gimnasia y Esgrima | Copa Sul-Americana de 2023           |
| Santa Fe           | 1–2           | Goiás              | Copa Sul-Americana de 2023           |
| Estudiantes        | 3–0           | Goiás              | Copa Sul-Americana de 2023           |
| Goiás              | 0–2           | Estudiantes        | Copa Sul-Americana de 2023           |

## Públicos

### Maiores públicos
(*) Jogos no Estádio Serra Dourada, acima de 40.000; exceto onde constam as informações sobre público pagante e presente, os demais referem-se ao público pagante.
1. Goiás 1–1 Flamengo-RJ, 65.723 (61.258 pagantes),  20 de abril de 1983, Campeonato Brasileiro
2. Goiás 2–1 Vila Nova, 64.614, 29 de julho de 1979, Campeonato Goiano.
3. Goiás 0–1 Vila Nova, 62.571, 22 de abril de 1979, Campeonato Goiano.
4. Goiás 3–1 Vila Nova, 58.952 (57.682 pagantes), 8 de maio de 1977, Campeonato Goiano.
5. Goiás 1–1 Vila Nova, 58.843 (41.002 pagantes), 12 de dezembro de 1982, Campeonato Goiano.
6. Goiás 0–0 Santos-SP, 58.391 (56.872 pagantes), 5 de maio de 1983, Campeonato Brasileiro.
7. Goiás 2–1 Goiânia, 56.854, 30 de junho de 1976, Campeonato Goiano (rodada dupla).
8. Goiás 0–1 Botafogo-RJ, 55.694, 18 de novembro de 1995, Campeonato Brasileiro.
9. Goiás 0–0 Fluminense-RJ, 53.000, 1 de maio de 1975, Amistoso.
10. Goiás 2–0 Flamengo-RJ, 49.981, 5 de agosto de 2001, Campeonato Brasileiro.
11. Goiás 0–0 Flamengo-RJ, 49.625, 21 de setembro de 1975, Campeonato Brasileiro.
12. Goiás 3–2 Corinthians-SP, 48.978 (43.000 pagantes), 4 de dezembro de 2005, Campeonato Brasileiro.
13. Goiás 1–1 Atlético-GO, 48.761, 4 de julho de 1976, Campeonato Goiano (rodada dupla).
14. Goiás 2–1 Corinthians-SP, 47.746, 23 de abril de 1983, Campeonato Brasileiro.
15. Goiás 3–5 Vila Nova, 47.712, 28 de março de 1999, Campeonato Goiano.
16. Goiás 0–0 Flamengo-RJ, 46.453, 5 de fevereiro de 1984, Campeonato Brasileiro.
17. Goiás 0–0 Flamengo-RJ, 45.504, 7 de novembro de 1990, Copa do Brasil.
18. Goiás 1–3 Vila Nova, 45.351, 3 de junho de 2001, Campeonato Goiano.
19. Goiás 0–4 Flamengo-RJ, 45.380, 2 de novembro de 1986, Campeonato Brasileiro.
20. Goiás 0–0 Vila Nova, 45.317, 17 de abril de 2005, Campeonato Goiano.
21. Goiás 0–3 Internacional-RS, 45.270, 13 de outubro de 1976, Campeonato Brasileiro.
22. Goiás 2–0 Vila Nova, 44.707, 9 de abril de 1989, Campeonato Goiano.
23. Goiás 0–1 Goiânia, 44.132, 25 de setembro de 1977, Campeonato Goiano (rodada dupla).
24. Goiás 1–0 Vila Nova, 43.913 (35.516 pagantes), 8 de dezembro de 1999, Campeonato Brasileiro Série B.
25. Goiás 3–0 Fluminense-RJ, 43.466, 1 de abril de 1984, Campeonato Brasileiro.
26. Goiás 3–2 Flamengo-RJ, 42.913 (37.320 pagantes), 5 de agosto de 2009, Campeonato Brasileiro.
27. Goiás 1–0 Vila Nova, 42.703 (35.877 pagantes), 24 de novembro de 1999, Campeonato Brasileiro Série B.
28. Goiás 1–4 Flamengo-RJ, 42.464, 16 de julho de 1997, Campeonato Brasileiro.
29. Goiás 0–2 São Paulo-SP,  41.745, 12 de novembro de 2006, Campeonato Brasileiro.
30. Goiás 0–0 Vila Nova, 41.156, 7 de julho de 1976, Campeonato Goiano (rodada dupla).
31. Goiás 1–1 Vila Nova, 41.003, 12 de dezembro de 1982, Campeonato Goiano.

Por adversários
1- Vila Nova: 12.
2- Flamengo: 8.
3- Corinthians, Fluminense e Goiânia: 2.
6- Atlético-GO, Botafogo, Internacional, Santos e São Paulo: 1.

### Maiores médias em brasileiros
1. 28 158 (1983)
2. 25 631 (1984)
3. 20 870 (1976)
4. 20 143 (1975)
5. 19 879 (1986)
6. 19 425 (2000)
7. 16 345 (1985)
8. 16 012 (1995)
9. 15 742 (1979)
10. 15 549 (1996)

## Torcida
Em seus primeiros anos de existência, dizia-se que o Goiás tinha apenas 33 torcedores, alusão debochada aos poucos torcedores que teria segundo os torcedores rivais.
Segundo pesquisa nacional da Pluri Consultoria em 2012, a de menor margem de erro já publicada, o Goiás teria cerca de 800.000 torcedores, mesmo número encontrado em pesquisa divulgada em 2020 por esse instituto.

### Torcida organizada
- Força Jovem do Goiás

Fundada no dia 23 de maio de 1997, a partir da extinção da Inferno Verde, com objetivo de criar uma associação de torcedores realmente esmeraldinos, e que tivessem o mesmo pensamento: amar o Goiás Esporte Clube.

## Rivalidades

### Goiás vs. Vila Nova
Derby do Cerrado
Goiás versus Vila Nova é um dos maiores clássicos da Região Centro-Oeste, seja pela performance dos dois clubes nos gramados, pela rivalidade envolvendo os dois times ou pela presença das duas grandes torcidas nas arquibancadas.
- Número de jogos: 309
- Vitórias do Goiás: 148
- Empates: 85
- Vitórias do Vila Nova: 76
- Gols do Goiás: 467
- Gols do Vila Nova: 324
- Maior goleada: Vila Nova 14 x 3 Goiás (Torneio Ruy Cavalcante 1979)
- Último jogo considerado: Goiás 1x 1 Vila Nova (24/03/2024)

### Goiás vs. Atlético
Clássico do Equilíbrio
Goiás versus Atlético-GO chamado de Clássico do Equilíbrio, é considerado nos últimos anos, o maior clássico do Centro-Oeste e de Goiás, além de uma grande rivalidade cultivada entre as equipes nas últimas décadas. Isso porque os dois clubes são considerados os mais expressivos e com mais participações nos campeonatos nacionais e internacionais na região Centro-Oeste, além de se enfrentarem na maioria das finais do Campeonato Goiano nos últimos anos. Ambos já se enfrentaram no Campeonato Brasileiro da Série A por diversas vezes, além da Copa do Brasil. São considerados, os dois maiores clubes do Centro Oeste Brasileiro.
- Número de jogos: 295
- Vitórias do Goiás: 122
- Empates: 83
- Vitórias do Atlético: 108
- Gols do Goiás: 421
- Gols do Atlético: 395
- Maior goleada: Goiás 5 × 0 Atlético (22/02/1998)
- Último jogo considerado: Atlético 0 × 0 Goiás (21/01/2024)

### Goiás vs. Goiânia
Clássico GoGo
Grande clássico dos anos 70, 80 e 90, mas com a decadência do Galo Carijó, a rivalidade praticamente não existe mais. Hoje, o Goiânia é querido por todos outros torcedores dos clubes da capital, inclusive por esmeraldinos.
- Número de jogos: 209
- Vitórias do Goiás: 92
- Empates: 54
- Vitórias do Goiânia: 63
- Gols do Goiás: 316
- Gols do Goiânia: 247
- Maior goleada: Goiânia 3 × 8 Goiás (25/02/2023)
- Último jogo considerado: Goiás 1 x 1 Goiânia (10/03/2024)

## Categorias de base
O Goiás Esporte Clube oferece infraestrutura de primeira linha aos jovens que compõem as suas categorias de base. Em 2015, o clube inaugurou a Casa do Atleta, onde há dormitórios, refeitório, salas de estudo e de reunião, área de serviço e lazer. Além dessa estrutura, o Verdão possui o Certificado de Clube Formador da Confederação Brasileira de Futebol.
Com a base com mais títulos no estado, bem como do Centro Oeste, o Goiás também tem destaques notáveis em competições nacionais de base, sendo vice-campeão da Copa São Paulo de 2013, vice-campeão da Taça BH de 2000 e 4º lugar no Campeonato Brasileiro de 2006. Foi campeão da Ibercup 2019 na categoria Sub-9, maior torneio infantil do mundo, em Portugal.
Quanto a revelações, vários jogadores saíram do Ninho do Periquito, entre eles: Luvanor, Zé Teodoro, Uidemar, Fernandão, Danilo, Dill, Túlio Maravilha, Arthur, Rafael Toloi, Douglas, Erik, Carlos Eduardo, Welliton, Túlio Guerreiro, Ernando, Amaral, Thiago Mendes, Macalé, Carlos Alberto Santos,  etc.
Abaixo os títulos conquistados pelo Goiás:
| Estaduais | Estaduais                  | Estaduais | Estaduais                                                               |
|           | Competição                 | Títulos   | Temporadas                                                              |
| --------- | -------------------------- | --------- | ----------------------------------------------------------------------- |
| Goiás     | Campeonato Goiano - Sub-20 | 10        | 2004, 2007, 2008, 2009, 2011, 2013, 2014, 2017, 2018 e 2019             |
| Goiás     | Campeonato Goiano - Sub-18 | 3         | 2007, 2008 e 2010                                                       |
| Goiás     | Campeonato Goiano - Sub-17 | 7         | 2003, 2004, 2006, 2010, 2013, 2015 e 2016                               |
| Goiás     | Campeonato Goiano - Sub-15 | 10        | 2004, 2005, 2006, 2007, 2013, 2014, 2015, 2016, 2017 e 2019             |
| Goiás     | Campeonato Goiano - Sub-13 | 7         | 2003, 2004, 2005, 2006, 2007, 2014 e 2019                               |
|           | Ibercup (América) - Sub-9  | 1         | 2019                                                                    |
|           | Ibercup (Mundial) - Sub-9  | 1         | 2019                                                                    |
| Goiás     | Copa Goiás - Sub-20        | 12        | 2003, 2005, 2006, 2007, 2008, 2010, 2011, 2012, 2013, 2014, 2018 e 2019 |
| Goiás     | Copa Goiás - Sub-18        | 4         | 2009, 2010, 2011 e 2013                                                 |
| Goiás     | Copa Goiás - Sub-17        | 3         | 2010, 2015 e 2018                                                       |
| Goiás     | Copa Goiás - Sub-15        | 9         | 2003, 2004, 2005, 2006, 2007, 2013, 2017, 2018 e 2019                   |
| Goiás     | Copa Goiás - Sub-13        | 7         | 2003, 2004, 2005, 2006, 2007, 2014 e 2015                               |

## Esportes Olímpicos
O Goiás Esporte Clube além de reter em seu poder a tradição na prática do futebol, também é dono de títulos, estrutura, e parte do desenvolvimento dos esportes olímpicos no Brasil.

### Futsal
Conhecido por sua tradição nos gramados, o Goiás resolveu estender, no dia de 15 de março de 2010, suas forças para a quadra. Com jovens talentos de Goiânia e das regiões interioranas, o alviverde esmeraldino fundou o Goiás Futsal. Com uma estrutura de primeiro mundo e com foco nos novos talentos, a equipe goiana logo colheu os resultados. O Ginásio Luís Torres de Abreu, com capacidade para 3 mil pessoas, é o local onde a equipe treina e manda os jogos no estadual.
Títulos (adulto)
- Campeonato Goiano: 2011, 2012, 2013, 2014, 2015, 2016 e 2017
- Copa Goiás: 2016 e 2017
- Liga Centro Oeste: 2012 e 2013
- Jogos Abertos de Goiás: 2014
- Campeonato Universitário de Goiás: 2014, 2015 e 2016

Campanhas de destaque
- Taça Brasil: 2º colocado em 2012
- Superliga': 3º colocado em 2012 e em 2013
- Jogos Abertos Brasileiro: 3º colocado em 2013

Títulos (Base)
- Campeonato Goiano - Sub-20: 2015
- Copa Goiás - Sub-20: 2015 e 2016
- Campeonato Metropolitano - Sub-20: 2014, 2015 e 2016
- Copa Minas Internacional - Sub-17: 2012
- 'Copa Goiás - Sub-17: 2014
- Campeonato Goiano - Sub-17: 2011, 2012, 2013 e 2014
- Taça Aparecida de Goiânia - Sub-17: 2014

Campanhas de destaque (Base)
- Taça Brasil - 1ª Divisão - Sub-20: 2º colocado em 2012
- Taça Brasil - Divisão Especial - Sub-20: 3º colocado em 2013 e em 2016
- Taça Brasil - Divisão Especial - Sub-17: 2º colocado em 2012
- Taça Brasil - Divisão Especial - Sub-17: 3º colocado em 2011

### Basquete
Nos últimos anos, o Goiás também vem se fortalecendo no basquete. As equipes adultas e da base disputam torneios estaduais, regionais e nacionais. O Verdão treina e manda seus jogos no Ginásio Torres de Abreu, no Complexo da Serrinha.

### Natação
Aproveitando da sua grande estrutura, o Goiás também vem se fortalecendo na natação, onde atletas do clube, principalmente mulheres, vem ganhando muitos títulos para o clube, seja em nível estadual, regional ou nacional.

### Vôlei
O vôlei do Goiás disputa competições estaduais e regionais em todas as categorias e já possui muitas conquistas, tanto no masculino quanto no feminino.

### Taekwondo
O Taekwondo no Goiás revela vários talentos. A atleta esmeraldina Valéria Rodrigues conquistou o 2º lugar na seletiva de Taekwondo e garantiu vaga como suplente da Seleção Brasileira na categoria até 46 kg. Outros destaques são: Lucas Martins e Natália Carrijo

## Propriedades

### Estrutura esportiva do Goiás Esporte Clube
O Goiás Esporte Clube é conhecido no meio esportivo por possuir uma boa estrutura esportiva, que serve de alicerce para o desenvolvimento profissional dos jogadores no clube, em 2010 o canal SporTV elegeu a estrutura do esmeraldino como a 8ª maior e mais completa do país, nessa classificação o time goiano só não alcançou posições melhores pois foi dito que o fato de a concentração do clube não estar localizada no Centro de Treinamento Edmo Pinheiro e sim na Sede da Serrinha atrapalhava a logística do clube.
O Goiás possui 3 Centros de Treinamento dentro da metrópole goianiense, são eles: a Sede da Serrinha localizada no Setor Bela Vista, o CT Edmo Pinheiro localizado no Setor Parque Anhanguera e o CT Coimbra Bueno, localizado no bairro homônimo na cidade de Aparecida de Goiânia.

### Sede da Serrinha (Sede administrativa - Goiânia)
Em homenagem ao dirigente que conseguiu a cessão da área na década de 60, a popular Sede da Serrinha recebe a nomeação de Complexo Esportivo e Recreativo Ruarc Douglas.
- Estádio Hailé Pinheiro (Estádio da Serrinha): capacidade para 13.500 pessoas.
- Ginásio coberto com capacidade para três mil pessoas
- Completa estrutura de concentração para os atletas
- Dois campos gramados de treinamento para alunos da Escolinha de Iniciação Esportiva
- Uma piscina de 25 m semi-olímpica, coberta e aquecida, para a Iniciação Esportiva
- Estacionamento para 300 veículos
- Duas quadras de areia para vôlei e futevôlei iluminadas
- Pista para cooper com 1 km
- Área disponível para realização de festas
- Bar Spazio Verde
- Loja: GoStore

### Centro Esportivo e Lazer Edmo Pinheiro (Goiânia)
- Casa do Atleta
- Oito campos gramados oficiais
- Vestiários com armários personalizados, ar condicionado, duchas, banheiras de hidromassagem e cadeiras especiais
- Sala de Comissão Técnica com computadores, aparelho de TV e DVD e mesa de reunião, além de um vestiário exclusivo, com chuveiro e toalete
- Departamento Médico
- Academia de Ginástica moderna para o Profissional e Categorias de base
- Área de lazer com quiosque e churrasqueira
- Três campos de futebol society
- Piscina com três alturas para cada atividade física, com temperatura ideal.
- Lago natural
- Mini bosque com árvores nativas
- Parquinho de diversões
- Sala de Imprensa

### Centro Coimbra Bueno (Aparecida de Goiânia)
- Centro de Treinamento
- Atendimento às crianças carentes de Goiânia e região
- Pista de cooper
- Dois campos gramados

## Uniformes

### Uniformes dos jogadores
- 1º uniforme: Camisa verde, calção branco e meias verdes;
- 2º uniforme: Camisa branca, calção verde e meias brancas.

| 1º Uniforme | 2º Uniforme |

### Uniformes dos goleiros
| Cores do Time · Cores do Time · Cores do Time · Cores do Time · Cores do Time | Cores do Time · Cores do Time · Cores do Time · Cores do Time · Cores do Time | Cores do Time · Cores do Time · Cores do Time · Cores do Time · Cores do Time | Cores do Time · Cores do Time · Cores do Time · Cores do Time · Cores do Time |

### Uniformes anteriores
2019-20
| 1º Uniforme | 2º Uniforme | 3º Uniforme | Alternativo | Especial |

2016-17
| 1º Uniforme | 2º Uniforme | 3º Uniforme |

2015–16
| 1º Uniforme | 2º Uniforme |

2012–13
| 1º Uniforme | 2º Uniforme | 3º Uniforme |  |

2011–12
| 1º Uniforme | 2º Uniforme |  |

2010–11
| 1º Uniforme | 2º Uniforme |  |

2009–10
| 1º Uniforme | 2º Uniforme |

2008–09
| 1º Uniforme | 2º Uniforme | 3º Uniforme |  |

2007–08
| 1º Uniforme | 2º Uniforme |  |

2006–07
| 1º Uniforme | 2º Uniforme |  |

Outras temporadas
|  | 2005 | 1996 | 1990 | 1987 | 1943 |  |

## Diretoria

### Conselho Deliberativo
- Presidente do Conselho Deliberativo: Hailé Selassié de Goiás Pinheiro
- 1º Vice-presidente do Conselho Deliberativo: Alexandre Iunes Machado
- 2º Vice-presidente do Conselho Deliberativo: Edson José Ferrari

### Diretoria Executiva
- Presidente Executivo: Paulo Rogério Pinheiro
- Diretor de Futebol:
- Diretor Administrativo:
- Superintendente Adm.:
- Diretor Financeiro: Quênio Ramos de Souza
- Diretor de Marketing: Tiago Pinheiro
- Diretor de Esportes Amadores:
- Diretor de Patrimônio:
- Diretor Social: Mayza Machado
- Superintendente Social:
- Diretor de Saúde:
- Diretor Odontológico:
- Diretor das escolinhas : Antônio Marques Venâncio
- Diretor Jurídico:
- Diretor de Iniciação Esportiva:

## Elenco
Última atualização: 14 de fevereiro de 2025.